# غراهام بيكيل
غراهام بيكيل (بالإنجليزية: Graham Beckel)‏ مواليد 22 ديسمبر 1949 في أولد لايم، الولايات المتحدة، هو ممثل أمريكي بدأ مسيرته الفنية عام 1973.

## الأعمال
- مطاردة الصحيفة
- إل ايه سري للغاية
- بلو ستريك
- بيرل هاربر
- ستة أقدام تحت الأرض
- جبل بروكباك
- سي اس آي: التحقيق في موقع الجريمة
- مونك
- هيروز
- لاس فيغاس

## وصلات خارجية
- غراهام بيكيل على موقع IMDb (الإنجليزية)
- غراهام بيكيل على موقع روتن توميتوز (الإنجليزية)
- غراهام بيكيل على موقع ألو سيني (الفرنسية)
- غراهام بيكيل على موقع أول موفي (الإنجليزية)
- غراهام بيكيل على موقع قاعدة بيانات برودواي على الإنترنت (الإنجليزية)
- غراهام بيكيل على موقع قاعدة بيانات الأفلام السويدية (السويدية)
- غراهام بيكيل على موقع إن إن دي بي (الإنجليزية)
- غراهام بيكيل على موقع ديسكوغز (الإنجليزية)
- غراهام بيكيل على موقع قاعدة بيانات الفيلم (الإنجليزية)
- غراهام بيكيل على موقع كينوبويسك (الروسية)